# 22877 Reginamiller
22877 Reginamiller è un asteroide della fascia principale. Scoperto nel 1999, presenta un'orbita caratterizzata da un semiasse maggiore pari a 2,2966202 UA e da un'eccentricità di 0,1184539, inclinata di 5,07704° rispetto all'eclittica.